# Milan von Šufflay

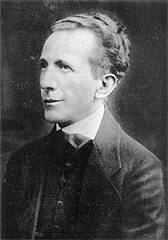
Milan von Šufflay

Milan von Šufflay (kroatisch Milan plemeniti Šuflaj; * 8. November 1879 in Lepoglava, Österreich-Ungarn; † 19. Februar 1931 in Zagreb, Königreich Jugoslawien) war ein Historiker, Universitätsprofessor und Politiker der Kroatischen Partei des Rechts.
Sein Fachgebiet war die Albanologie (Wissenschaft der albanischen Kultur). Er war wissenschaftlicher Berater des kroatischen Volks- und Bauernführers Stjepan Radić und dessen Nachfolgers Vladko Maček. 1931 wurde er von Agenten der königlich-jugoslawischen Polizei bei einem politischen Attentat ermordet. Auf die Ermordung machten Albert Einstein und Heinrich Mann in einem Brief an die Internationale Liga für Menschenrechte in Paris aufmerksam, der in Le Populaire, der Zeitung der französischen Sozialistischen Partei, am 8. Mai 1931 erschien und über den The New York Times bereits zwei Tage zuvor berichtete.

## Leben und Wirken
Šufflay absolvierte die Volksschule in Lepoglava. Nach dem Besuch des Klassischen Gymnasium studierte er Geschichte und Klassische Philologie an der Universität Zagreb. Von 1902 bis 1903 war Šufflay am Institut für Österreichische Geschichtsforschung in Wien. Von 1904 bis 1908 war er Assistent am Ungarischen Nationalmuseum in Budapest. Von 1912 bis 1918 war er ordentlicher Professor für Mittelalterliche Geschichte in Zagreb. 1913 und 1918 veröffentlichte er in Wien zwei Bücher mit dem Titel Acta et diplomata res Albaniae mediae aetatis illustrantia.
Zu einer Zeit, in der es wegen der politischen Gegensätze zwischen zentralistisch-königstreuen Kräften und föderalistischen Kräften eine aufgeladene Stimmung im Land gab, war der Zagreber Professor ein Abgeordneter der Kroatischen Fraktion im jugoslawischen Parlament.
Im Jahr 1921 wurde Šufflay wegen Kontakt zu kroatischen Emigranten und unter dem Vorwurf der Spionage angeklagt. Ein jugoslawisches Gericht verurteilte ihn wegen „Hochverrat gegen Jugoslawien“ zu einer dreijährigen Haftstrafe. In seiner Verteidigungsrede vor Gericht sagte Šufflay im Juni 1921:

„Kroatien hat sein Staatsrecht und die Kroaten, als politische Nation kat exochen, haben das Recht auf Selbstbestimmung. Der Abbruch der Bindungen mit der bestandenen österreichisch-ungarischen Monarchie am 29. Oktober 1918 ist die Grundlage des unabhängigen Staates Kroatien. Dieser Staat befindet sich nicht in einem traditionellen Verbande; hier gibt es kein „indivisibiliter ac inseparabiliter“ [„unteilbar und untrennbar“ – Wahlspruch Österreich-Ungarns]. Wenn man mich daher beschuldigt, dass ich den bestehenden kroatischen Staat von dem nicht bestehenden Königreich SHS abtrennen will, so ist dies ein juridischer und logischer Irrtum. [...] Meine These ist, dass die kroatische Nation als Bürger des großen Imperiums der westlichen Zivilisation das Recht hat, gegen jede Unterdrückung die Stimme zu erheben und wenn es nicht anders geht, so durch occidentem appello [Anrufung des Abendlandes]. [...] Wer die Geschichte kennt, der weiss, dass die jugoslawische Idee keine Dynamik hat. Sie ist nichtsbedeutend gegen die mächtige kroatische Idee. [...] Mir als Philosophen und Kroaten ist es persönlich ganz gleichgültig, ob ich in einer kleinen Zelle des Gerichtshofes bzw. einer anderen Strafanstalt sitze oder aber in die sogenannte Freiheit komme, in das große Gefängnis, in welchem das ganze kroatische Volk – gottlob nur vorübergehend – schmachtet.“

Aufgrund der Haftstrafe verlor Šufflay seine Professur an der Universität Zagreb, war aber auch daran gehindert auszuwandern, um eine ihm angebotene gleichwertige Professur an der Universität Budapest in Ungarn anzunehmen. So verdiente er seinen Lebensunterhalt als Journalist und bewegte sich am Rande politischer Veranstaltungen.
Kurz vor dem Besuch des jugoslawischen Königs Alexander I. in Zagreb erhielten bekannte Zagreber Persönlichkeiten Morddrohungen: Sollten sie gegen den König demonstrieren, würden sie und ihre Familien dafür mit dem Leben bezahlen. Unterzeichnet wurde mit „Für König und Vaterland“. In der Zwischenzeit hielt der jugoslawische König Alexander vor einer königstreuen Vereinigung namens „Junges Jugoslawien“ eine Rede. Dort sprach er von der Entfernung der gewählten kroatischen Vertreter aus dem jugoslawischen Parlament – man sollte dafür 1928 als Vorbild nehmen (damals erschoss ein montenegrinischer Abgeordneter in der laufenden Parlamentssitzung vier Abgeordnete der Kroatischen Bauernpartei, darunter deren Führer Stjepan Radić; die kroatischen Parteien kündigten daraufhin die Mitarbeit im Belgrader Parlament auf, stellten jedoch die Autorität des Königs offiziell nicht in Frage).
Die regierungstreue Presse hetzte gegen kroatische Intellektuelle und Politiker; die Zeitung Naša sloga schrieb am 18. Februar 1931: „Die Köpfe werden euch eingeschlagen“. In der Nacht des gleichen Tages verübten Agenten der jugoslawischen Polizei in Zagreb auf offener Straße, in der Dalmatinska ulica, ein Attentat auf Šufflay. Dabei schlug ihm der Agent Branko Zwerger mit einer schweren Stange den Schädel ein. Die gewählte Methode war die gleiche wie bei dem Attentat auf den kroatischen Schriftsteller Mile Budak ein Jahr später. Aus Anlass der Ermordung richteten auch viele Intellektuelle einen „Appell an die zivilisierte Welt“. Nach der Gründung der Banschaft Kroatien konnte im Jahr 1940 dem Täter Zwerger und anderen Tatbeteiligten der Prozess gemacht werden. Dabei wurde festgestellt, dass alle Tatbeteiligten im Dienst der jugoslawischen Polizei standen und das Attentat vom Chef der jugoslawischen Polizei in Zagreb organisiert wurde. Branko Zwerger wurde zu lebenslanger Haft verurteilt. Zur Zeit des faschistischen Unabhängigen Staates Kroatien wurde der Prozess wieder aufgerollt und Zwerger im Gefängnis von Lepoglava hingerichtet.

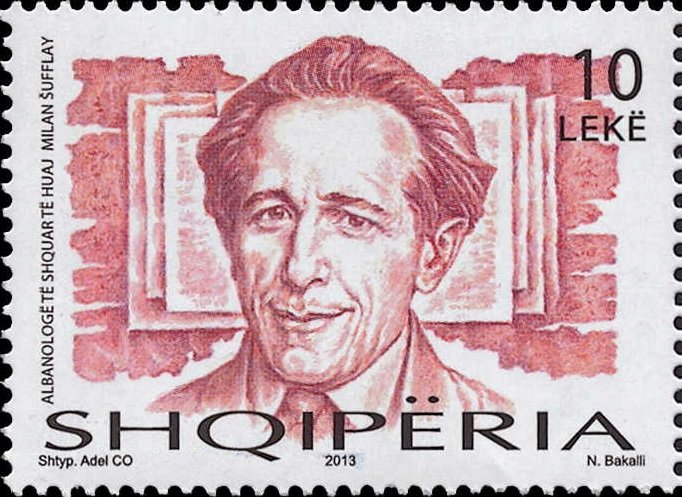
Albanische Briefmarke zu Ehren von Milan von Šufflay (2013)

## Schriften

### Wissenschaftliche
- Hrvatska i zadnja pregnuća istočne imperije pod žezlom triju Komnena. Zagreb 1902 (Dissertation).
- Die dalmatinische Privaturkunde. In: Sitzungsberichte der Wiener Akademie, Wien 1904.
- Acta et diplomata res Albaniae mediae aetatis illustrantia. 2 Bde., Wien 1913 u. 1918 (mit Jireček u. Thallóczy).
- Die Kirchenzustände im vortürkischen Albanien. Die orthodoxe Durchbruchszone im katholischen Damme. 1915.
- Die Städte und Burgen Albaniens : hauptsächlich während des Mittelalters. Denkschrift der Wiener Akademie, Wien 1924.

### Romane
- Konstantin Balšić (1392–1401). Zagreb 1920 (Pseudonym: Alba Lini).
- Na Pacifiku god. 2255. : metagenetički roman u četiri knjige. 1924 (Erster kroatischer Science-fiction-Roman, Neuauflage 1998).
- Srbi i Arbanasi : Njihova simbioza u srednjem vijeku. 1925.
- Hrvati u sredovječnom svjetskom viru. 1931.